# Jackie Evancho
Jacqueline Marie (Jackie) Evancho (Pittsburgh, 9 april 2000) is een Amerikaans zangeres en actrice.

## Biografie
Evancho groeide op in Richland Township, een buitenstad van Pittsburgh. Haar belangstelling voor het zingen ontstond nadat zij de film The Phantom of the Opera in de bioscoop had gezien. Voor haar achtste verjaardag kocht haar moeder de dvd van de film en vanaf dat moment begon Evancho verschillende liedjes te zingen voor haar familie. Haar familie besefte niet dat ze een ongewone stem had, totdat Evancho in 2008 meedeed aan een lokale talentenjacht waar ze tweede werd naast een 20-jarige operazanger. Vanaf toen volgde Evancho zanglessen en nam ze deel aan verschillende talentenjachten, waaronder in 2009 aan de jaarlijkse U.S.A. World Showcase Talent Competition, Hitman Talent Search Contest en in 2010 aan America's Got Talent, waar ze de tweede plaats bereikte.

## Carrière
In november 2009 bracht ze in eigen beheer haar debuutalbum Prelude to a Dream uit. Na haar deelname aan America's Got Talent werd het album echter uit productie gehaald en sindsdien is het een verzamelobject. In 2010 deed Evancho mee aan het vijfde seizoen van het televisieprogramma America's Got Talent, ze eindigde uiteindelijk op de tweede plaats. In november 2010 verscheen haar tweede album, O Holy Night, het eerste album onder een platenlabel en meteen goed voor platina, waarmee ze financieel gesproken de beste debuterende artieste werd in de Amerikaanse geschiedenis. In 2011 maakte Jackie Evancho haar televisiedebuut als actrice in de aflevering Back to Max van de Disney Channel-serie Wizards of Waverly Place, waar ze het lied America the Beautiful zong. In datzelfde jaar lanceerde ze haar volgende album Dream With Me, geproduceerd door David Foster, dat eveneens hoog in diverse hitlijsten terechtkwam. Later dat jaar volgde haar album Heavenly Christmas. In 2012 speelde zij in de film The Company You Keep, waarin ze de rol had van Isabel (de dochter van hoofdrolspeler Robert Redford). In oktober van dat jaar verscheen haar volgende album Songs from the Silver Screen en in 2014 haar meest recente album Awakening, die in september van dat jaar in de rekken kwam. Hierna volgden tal van optredens en concerten en maakte zij op regelmatige basis haar opwachting in tal van tv-programma's. Op 26 april 2015 trad zij samen op met Andrea Bocelli in Bangkok, Thailand. De laatste tijd spendeert ze meer tijd in het maken van video's zoals "All of the Stars", "Safe and sound", "Writings on the wall", "Coming Home" en meest recentelijk "Apocalyps". "Apocalyps" is een origineel nummer en wijkt enigszins af van het Classic Crossover-genre waar ze om bekendstaat. Haar album Someday At Christmas verscheen in 2016. Evancho zong op 20 januari 2017 live The Star-Spangled Banner tijdens de inauguratieceremonie van Donald Trump, die op die dag president van de Verenigde Staten werd.

### Muziek
| Muziekalbum | Muziekalbum                            | Muziekalbum                                        |
| Jaar        | Album                                  | Bijzonderheden                                     |
| ----------- | -------------------------------------- | -------------------------------------------------- |
| 2009        | Prelude to a Dream                     | In eigen beheer                                    |
| 2010        | O Holy Night                           | Eerste album onder een platenmaatschappij          |
| 2011        | Dream with Me                          | Studioalbum                                        |
| 2011        | Dream with Me in Concert               | Cd/dvd, blu-ray en dvd-onlyversie                  |
| 2011        | Heavenly Christmas                     | Studioalbum                                        |
| 2012        | Songs from the Silver Screen           | Studioalbum                                        |
| 2012        | Jackie Evancho: Music of the Movies    | Dvd-versie                                         |
| 2014        | The Rains of Castamere                 | Single                                             |
| 2014        | Awakening                              | Studioalbum                                        |
| 2014        | Awakening: Live in Concert PBS special | Dvd-versie                                         |
| 2015        | All of the Stars                       | Single                                             |
| 2015        | Safe and Sound                         | Single (eerste onder eigen label: JE Touring, Inc) |
| 2016        | Writing’s on the Wall                  | Single                                             |
| 2016        | Coming Home                            | Single                                             |
| 2016        | Apocalyps                              | Single                                             |
| 2016        | Someday at Christmas                   | Studioalbum                                        |
| 2017        | Together We Stand                      | EP                                                 |
| 2017        | Two Hearts                             | Studioalbum                                        |

### Film
| Film | Film                 | Film   | Film           |
| Jaar | Film                 | Rol    | Bijzonderheden |
| ---- | -------------------- | ------ | -------------- |
| 2012 | The Company You Keep | Isabel |                |